# Великобритания на «Детском Евровидении»
Великобритания участвовала на «Детском Евровидении» 5 раз: с 2003 по 2005 год с телевещателем ITV. В 2006 году страна отказалась от участия в конкурсе из-за низких рейтингов, вернувшись только через рекордные 16 лет: в 2022 году, но уже с другим телевещателем — BBC. Однако, в 2024 году страна вновь отказалась от участия в конкурсе.

## История
Великобритания была одной из шестнадцати стран, дебютировавших на «Детском Евровидении — 2003», проходившем в Копенгагене, Дания, 15 ноября 2003 года. Тогда страну на конкурсе представил Том Морли с песней «My Song for the World» и занял 3 место, набрав 118 баллов. Вслед за ним на конкурсе представляли: в 2004 году — Кори Спеддинг с песней «The Best is Yet to Come», заняв 2 место с 140 баллами, и в 2005 году — Джонни Фюллер с песней «How Does It Feel?», заняв 14 место с 28 баллами. В 2006 году страна отказалась от участия в конкурсе из-за низких рейтингов.
Также Великобритания должна была принять у себя «Детское Евровидение — 2004»: в мае 2003 года Европейский вещательный союз выбрал вещательную компанию ITV из Великобритании для проведения данного конкурса. Вскоре, после «Детского Евровидения — 2003», было подтверждено, что следующее издание состоится в Манчестере, 20 ноября 2004 года. Однако, в мае 2004 года, ITV отказались проводить конкурс из-за проблем с финансированием.

### Участие Уэльса
Валлийский телевещатель S4C рассматривал возможность дебюта на «Детском Евровидении — 2008», проходившем в Лимасоле, Кипр, 22 ноября 2008 года. В итоге, Уэльс так и не дебютировал на «Детском Евровидении — 2008», предположительно, из-за того, что Уэльс не является суверенным государством. В конце концов, Уэльс дебютировал на «Детском Евровидении — 2018», на котором страну представила Ману с песней «Perta», занявшая последнее (двадцатое) место с 29 баллами. Уэльс также продолжил своё участие на «Детском Евровидении — 2019», на котором Уэльс представила Эрин Мэй с песней «Calon yn Curo (Heart Beating)», занявшая 18 место с 35 баллами. В 2020 году Уэльс отказался от участия в конкурсе и, по состоянию на 2024 год, так и не вернулся на «Детское Евровидение».

### Участие Шотландии
29 июня 2019 года шотландский телевещатель BBC Alba заявил, что они не дебютируют на «Детском Евровидении — 2019», но телевещатель заинтересован принять участие в «Детском Евровидении — 2020». Однако, по состоянию на 2024 год, Шотландия так и не дебютировала на «Детском Евровидении».

### Возвращение
Великобритания неоднократно рассматривала возможность возвращения на «Детском Евровидение». На пресс-конференции по поводу «Детского Евровидения — 2021», прошедшей 20 мая 2021 года, Европейский вещательный союз заявил, что они работают над возвращением Великобритании на конкурс 2021 года. Однако, в окончательном списке стран-участниц конкурса 2021 года, опубликованном ЕВС 2 сентября 2021 года, Великобритания не значилась. В конце концов, 25 августа 2022 года было объявлено, что Великобритания примет участие на «Детском Евровидении» впервые с 2005 года, но уже с другим телевещателем — BBC. BBC внутренне выбрало Фрейю Скай с песней «Lose My Head» после прослушивания, проведённого телевещателем. Возвращение Великобритании на конкурс оказалось успешным: Фрейя заняла пятое место со 146 баллами, выиграв онлайн-голосование.
В 2023 году Великобритания продолжила участие в конкурсе. Как и в прошлом году, британский телевещатель BBC выбрал представителя внутренним отбором: гёрл-группу STAND UNIQU3 с песней «Back To Life». Участие оказалось более успешным, чем в предыдущем году: группа заняла четвёртое место со 160 баллами.

### Отказ от участия
21 июня 2024 года британский телевещатель BBC подтвердил, что страна не будет участвовать на «Детском Евровидении — 2024». Несмотря на то, что британский телевещатель BBC официально не объявлял, по каким причинам они приняли решение отказаться от участия, британский журналист Адриан Брэдли предположил, что снятие с конкурса произошло из-за того, что «показатели аудитории не достигли ожидаемых показателей в течение двух последних конкурсов». По состоянию на 2025 год, Великобритания так и не вернулась на «Детское Евровидение».

## Участники
Победитель
     Второе место
     Третье место
     Четвёртое место
     Пятое место
     Последнее место
     Не участвовала или была дисквалифицирована
     Несостоявшееся участие
| 2003                              | Копенгаген  | Том Морли     | «My Song for the World»   | «Моя песня для мира» | Английский | 3  | 118 |
| 2004                              | Лиллехаммер | Кори Спиддинг | «The Best is Yet to Come» | «Лучшее ещё впереди» | Английский | 2  | 140 |
| 2005                              | Хасселт     | Джони Фуллер  | «How Does It Feel?»       | «Каково это?»        | Английский | 14 | 28  |
| Не участвовала с 2006 по 2021 год |             |               |                           |                      |            |    |     |
| 2022                              | Ереван      | Фрейя Скай    | «Lose My Head»            | «Теряю голову»       | Английский | 5  | 146 |
| 2023                              | Ницца       | STAND UNIQU3  | «Back To Life»            | «Вернуться к жизни»  | Английский | 4  | 160 |
| Не участвовала с 2024 по 2025 год |             |               |                           |                      |            |    |     |

## Трансляция
| Год       | Вещатель                                                                        | Комментатор(ы)                                            | Глашатай                         |
| --------- | ------------------------------------------------------------------------------- | --------------------------------------------------------- | -------------------------------- |
| 2003      | ITV1                                                                            | Марк Дерден-Смит и Тара Палмер-Томкинсон                  | Саша Стивенс                     |
| 2004      | ITV1 (в записи), ITV2                                                           | Мэтт Браун                                                | Чарли Аллан                      |
| 2005      | ITV1 (в записи), ITV2                                                           | Майкл Андервуд                                            | Вики Гордон                      |
| 2006–2012 | Страна не транслировала конкурс                                                 | Страна не транслировала конкурс                           | Страна не участвовала в конкурсе |
| 2013      | 98.8 Castle FM                                                                  | Эван Спэнс и Люк Фишер                                    | Страна не участвовала в конкурсе |
| 2014      | 103 The Eye, K107, Oystermouth Radio, Radio Six International и Shore Radio     | Эван Спэнс                                                | Страна не участвовала в конкурсе |
| 2015      | Cotswold FM, Fun Kids, Oystermouth Radio, Radio Six International и Shore Radio | Эван Спэнс                                                | Страна не участвовала в конкурсе |
| 2016      | Radio Six International, Fun Kids и 103 The Eye                                 | Эван Спэнс, Лиза-Джейн Льюис, Шарлин Райт и Бен Робертсон | Страна не участвовала в конкурсе |
| 2017      | Radio Six International                                                         | Эван Спэнс и Лиза-Джейн Льюис                             | Страна не участвовала в конкурсе |
| 2018      | Radio Six International                                                         | Эван Спэнс, Шарлин Райт и Бен Робертсон                   | Страна не участвовала в конкурсе |
| 2019      | Fun Kids                                                                        | Эван Спэнс                                                | Страна не участвовала в конкурсе |
| 2020      | Radio Six International                                                         | Эван Спэнс и Элли Чалкли                                  | Страна не участвовала в конкурсе |
| 2021      | Страна не транслировала конкурс                                                 | Страна не транслировала конкурс                           | Страна не участвовала в конкурсе |
| 2022      | CBBC, BBC One, BBC iPlayer                                                      | Лорен Лэйфилд и HRVY                                      | Табита Джой                      |
| 2023      | BBC Two, CBBC, BBC iPlayer                                                      | Лорен Лэйфилд и HRVY                                      | Чарли Пойссено                   |
| 2024      | Страна не транслировала конкурс                                                 | Страна не транслировала конкурс                           | Страна не участвовала в конкурсе |